# ケネディーの分類
ケネディーの分類（ケネディーのぶんるい）は1928年にKennedyが発表した、歯牙部分欠損の分類法である。
1955年にApplegate（アップルゲート）がこの分類の不明な点を明確し、それに対応する8つの法則を発表した。
現在ではApplegateの法則を適用した分類法が世界的に使用されている。

## ケネディーの分類
I級
現存する歯の後方に両側性の欠損が存在するもの（両側性遊離端欠損）
II級
現存する歯の後方に片側性の欠損が存在するもの（片側性遊離端欠損）
III級
片側性欠損領域の前方と後方の両方に歯が存在するもの（片側性中間欠損）
IV級
現存する歯の前方に正中線を越えて一つの欠損領域をもつもの（前方歯中間欠損）

## アップルゲートの法則
法則1
分類は抜歯によって変わるので、前処置後に行う。
法則2
第三大臼歯が欠損しており、その領域を補綴修復しない場合は分類の対象としない。
法則3
第三大臼歯が存在し、支台歯として用いる場合は分類の対象とする。
法則4
第二大臼歯が欠損し、その領域を補綴修復しない場合は、この欠損領域を分類の対象としない。
法則5
同一歯列内において二箇所以上の欠損がある場合、最後方の欠損領域（第三大臼歯を除く）により、分類を決定する。
法則6
分類を決めた欠損領域以外の欠損は、その級の類型として、その数によって表す。
法則7
類型は欠損領域の数によって決まり、欠損領域の広さには関係が無い。
法則8
両側性で単一の欠損領域であるIV級の後方に欠損がある場合、後方の欠損に対して先に級が決定するので、IV級には類型は存在しない。